# MD2
O MD2 é um algoritmo de hash que cria um valor de hash de 128 bits funciona semelhante ao algoritmo de MD4 e foram desenvolvidos pela RSA Data Security, Inc.